# 三河明史
三河 明史（みかわ あきふみ、1949年（昭和24年）1月16日 - ）は、日本の政治家。元大分県国東市長（3期）。

## 来歴
大分県国東町（現・国東市）出身。 1971年（昭和46年）3月、同志社大学法学部法律学科卒業。同年4月、国鉄九州総局に就職。1974年（昭和49年）9月、大分県庁に入庁。2008年（平成20年）3月、同庁を退職。同年5月、一般社団法人大分県貿易協会常務理事に就任。同年7月、株式会社大分国際貿易センター専務に就任。
2011年（平成23年）2月20日に行われた国東市長選挙に出馬。現職の野田侃生を破り初当選した。3月4日、市長に就任。2015年（平成27年）に再選。2019年（平成31年）に3期目の当選。
2023年（令和5年）11月3日、秋の叙勲で旭日小綬章を受章。